# Specchia
Specchia är en ort och kommun i provinsen Lecce i regionen Apulien i Italien. Kommunen hade 4 748 invånare (2017).